# Johann Gottlieb Stephanie

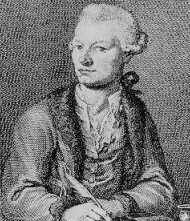
Gottlieb Stephanie der Jüngere (vor 1796). Kupferstich von Johann Ernst Mansfeld nach einem Gemälde von Joseph Lange.

Johann Gottlieb Stephanie d. J. (* 19. Februar 1741 in Breslau; † 23. Januar 1800 in Wien) war ein österreichischer Schauspieler, Dramatiker und Opernlibrettist.
Um ihn von seinem Bruder Christian Gottlob Stephanie „dem Älteren“ zu unterscheiden, wird er meist als „der Jüngere“ bezeichnet.

## Leben
Stephanie der Jüngere besuchte das Gymnasium Elisabethinum in Breslau. Statt wie vorgesehen in Halle sein Studium der Rechtswissenschaften anzutreten, trat er 1757 in preußische Dienste und nahm am Siebenjährigen Krieg teil. 1760 geriet er in österreichische Gefangenschaft. Einige Monate später trat er in ein kaiserliches Infanterie-Regiment ein und nahm erst nach dem Friedensschluss 1763 seinen Abschied von der Armee. Daraufhin verbrachte er einige Zeit im Rang eines Leutnants als Werber in Augsburg, bevor er schließlich nach Wien ging. Dort widmete er sich ganz seiner Laufbahn als Schauspieler und trat 1769 dem Ensemble der deutschsprachigen Bühne bei. Stephanie der Jüngere war auch als Verfasser von Theaterstücken äußerst produktiv.
Stephanie heiratete die Schauspielerin Anna Mika (1751–1802). Deren Tochter Wilhelmine (1786–1843) wurde ebenfalls Schauspielerin.

## Werke
- Der Deserteur aus Kindesliebe. Ein Lustspiel in drey Aufzügen, 1773
- Die Entführung aus dem Serail, 1782, Musik: Wolfgang Amadeus Mozart; Bearbeitung des Stückes Belmonte und Constanze, oder: die Entführung aus dem Serail von Christoph Friedrich Bretzner
- Der Schauspieldirektor, 1786, Musik: Wolfgang Amadeus Mozart
- Doktor und Apotheker, 1786, Musik: Carl Ditters von Dittersdorf
  - Der Apotheker und Doktor : eine deutsche komische Opera im Clavier-Auszug. Simrock,  Bonn (s. a.) Digitalisierte Ausgabe der Universitäts- und Landesbibliothek Düsseldorf
  - Doktor und Apotheker, komische Oper in zwei Aufzügen ; vollständiges Buch, Leipzig 1900 Digitalisierte Ausgabe der Universitäts- und Landesbibliothek Düsseldorf